# XPn (Inschrift)

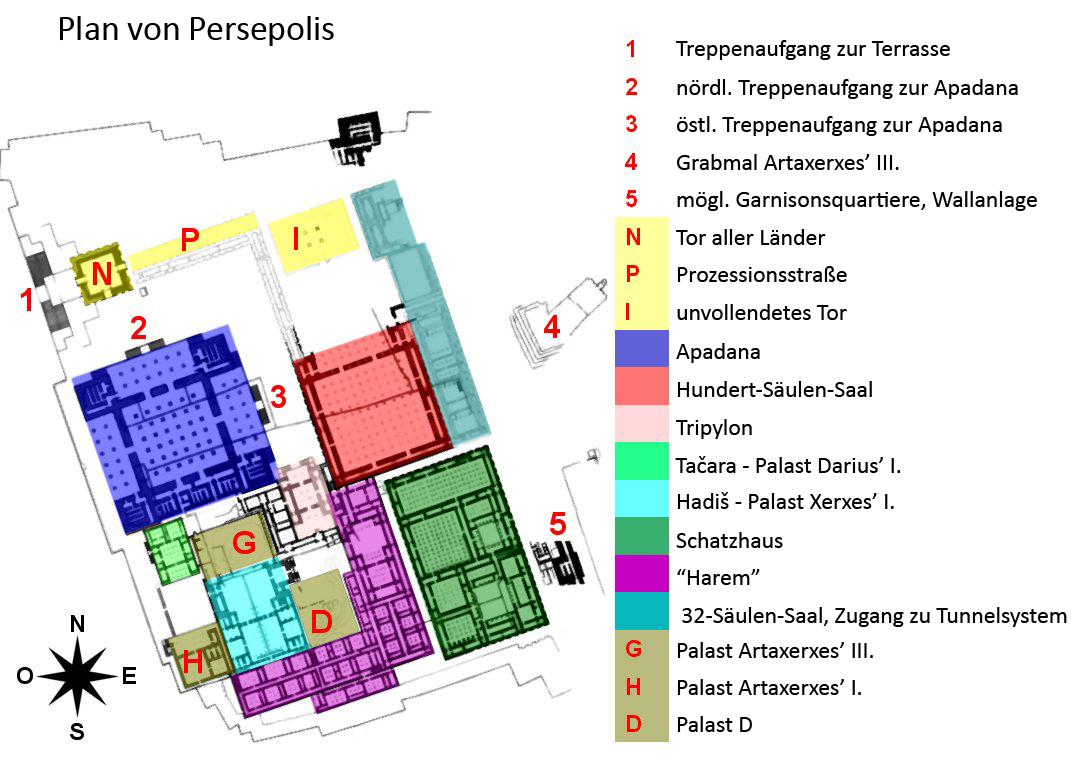
Plan der Terrasse von Persepolis. Das Fragment mit der Inschrift XPn wurde unterhalb der Terrasse westlich vom Palast H gefunden

XPn ist die Abkürzung einer Inschrift von Xerxes I. (X). Sie wurde in Persepolis (P) entdeckt und von der Wissenschaft mit einem Index (n) versehen. Die Inschrift liegt in altpersischer, elamischer und babylonischer Sprache vor.

## Inhalt
„… des Dareios, des Königs Sohn …“

## Beschreibung
Das Fragment mit der Inschrift XPn wurde 1972 unterhalb der Terrasse westlich vom Palast H gefunden. Es ist aus schwarzem Stein und hat die Maße 115 × 21 × 105 mm. Da die Endung des unvollständigen Namens von Dareios I. als Nominativ ergänzt wurde, wurde die Inschrift ursprünglich Dareios I. zugewiesen. 1980 erkannte Matthew W. Stolper einen Genitiv aufgrund des nachfolgenden Wortes „Sohn“. Der ganze Text dürfte identisch sein mit der Inschrift XPj. Wegen des unterschiedlichen archäologischen Kontexts erhält das Fragment eine eigene Zuordnung. Der Aufenthaltsort des Bruchstücks ist nicht bekannt.